# Stordalstunnel
Der Stordalstunnel ist ein einröhriger Straßentunnel durch das Stamneshorn zwischen Dyrkorn und Seljeneset in der Kommune Fjord in der Provinz Møre og Romsdal in Norwegen. Der Tunnel im Verlauf des Riksvei 650 ist 3530 m lang. Er ersetzte einen besonders lawinengefährdeten Wegabschnitt.